# (12190) Sarkisov
(12190) Sarkisov (1978 SE5) – planetoida z pasa głównego asteroid okrążająca Słońce w ciągu 4,09 lat w średniej odległości 2,56 j.a. Odkryta 27 września 1978 roku.